# 橋本雅史 (国会職員)
橋本 雅史（はしもと まさふみ）は、日本の国会職員。第17代参議院事務総長。

## 人物・経歴
大分県出身。1976年東京教育大学卒業、参議院事務局入局。参議院事務局警務部長、参議院事務局議事部長を経て、2007年参議院事務次長。2010年から参議院事務総長を務めた。2013年退任。2016年足立信也選挙対策本部長。2022年総務省中央選挙管理会委員。